# لتغاه (مهاجران)
لتغاه (بالفارسية: لتگاه) هي مستوطنة تقع في إيران في Lalejin District. يقدر عدد سكانها بـ 1973 نسمة.